# 阿史那昕
阿史那 昕（あしな きん、拼音：Āshǐnà Xīn、? - 742年）は、西突厥最後の可汗。阿史那懐道の子。十姓可汗・開府儀同三司・濛池都護となる。

## 生涯
開元27年（739年）、突騎施（テュルギシュ）の吐火仙可汗が安西都護の蓋嘉運によって捕えられると、開元28年（740年）、唐は阿史那懐道の子の阿史那昕を十姓可汗・開府儀同三司・濛池都護とし、その妻の涼国夫人李氏を冊立して交河公主とし、阿史那昕を十姓可汗とすることで突騎施を治めさせようとした。しかし、突騎施の莫賀達干（バガ・タルカン Baγa Tarqan）がこれをよしとせず、すぐに諸落を誘って叛いたため、唐朝はいったん阿史那昕の突騎施行きを取りやめるともに、莫賀達干を可汗とし、突騎施の衆を統べさせることにした。
天宝元年（742年）4月、唐はふたたび阿史那昕を十姓可汗とし、交河公主とともに兵を付けて突騎施まで護送してやった。しかし、碎葉城（スイアブ Suyab）の西の倶蘭（クーラーン Kūlān）城に至ったところで阿史那昕は莫賀達干に殺されてしまう。交河公主とその子の阿史那忠孝は中国に逃げかえり、阿史那忠孝は唐により左領軍衛員外将軍を授かった。これによって西突厥は遂に滅亡した。

## 妻子
妻
- 交河公主 - 涼国夫人李氏

子
- 阿史那忠孝 - 左領軍衛員外将軍

## 参考資料
- 『旧唐書』列伝一百四十四下 突厥下
- 『新唐書』列伝一百四十下 突厥下
- 佐口・山田・護訳注『騎馬民族誌２正史北狄伝』（1972年、平凡社）
- 内藤みどり『西突厥史の研究』早稲田大学出版部、1988年